# Dammartin-sur-Meuse

Dammartin-sur-Meuse este o comună în departamentul Haute-Marne din nord-estul Franței. În 2009 avea o populație de 226 de locuitori.

## Evoluția populației
| An        | 1975 | 1982 | 1990 | 1999 | 2006 | 2009 |
| --------- | ---- | ---- | ---- | ---- | ---- | ---- |
| Populație | 229  | 207  | 186  | 195  | 218  | 226  |